# Sera
Sera (em hebraico: שרח) foi, no Tanakh, filha de Aser, filho de Jacó. Ela é contada entre os setenta membros da família do patriarca que migraram de Canaã para o Egito, e seu nome ocorre em conexão com o censo realizado por Moisés no deserto. Ela é mencionada também entre os descendentes de Aser em 1 Crônicas 7:30. O fato de ela ser a única de seu sexo a ser mencionada na lista genealógica pareceu, para os rabinos,  indicar que havia algo de extraordinário em conexão com sua história, e uma vez que ela se tornou a heroína de várias lendas.

## Na Torá
Há três menções de Sera na Torá. A primeira está em Gênesis 46:17, numa passagem que começa "Estes são os nomes dos israelitas, Jacó e seus descendentes, que foram para o Egito", e continua a falar de todos os filhos de Jacó, Diná, sua filha, seus netos e uma neta - Sera (soletrada שֶׂרַח Serakh). A passagem diz: "Estes foram os filhos de Aser: Imna, Isvá, Isvi e Berias, e a irmã deles, Sera." Esta frase é repetida em 1 Crônicas 7:30. Alguém poderia supor que, uma vez que a Torá menciona 53 netos e uma neta única, ela era uma pessoa de significância.
A segunda vez que Sera é mencionada está no Livro dos Números, em Números 26:46, na listagem de israelitas que escaparam do Egito, onde ele simplesmente diz: "Aser teve uma filha chamada Sera" (desta vez escritoa שָׂרַח Sorakh). Uma vez que Sera é mencionada tanto como neta de Jacó e também como uma das pessoas que escaparam do Egito 210 anos mais tarde, Sera é muitas vezes referida como a mulher mais velha na Torá.

## Na tradição
Uma série de midrashim foram escritos sobre Sera. De acordo com um midrash, Sera não era filha de Aser, mas sua enteada. Ela tinha três anos quando Aser casou com sua mãe, e ela foi criada na casa de Jacó, cuja afeição ganhou por sua notável piedade e virtude. O mais conhecido dos midrashim sobre ela fala de como ela era a primeira a informar a Jacó que seu filho José ainda estava vivo. Temendo que a notícia viesse ser demasiadamente um choque para o velho, entretanto, ela dá a notícia a Jacó tocando uma harpa para ele, misturando delicadamente as palavras de que José "ainda estava vivo e era governante de todo o Egito". Em troca, Jacó a abençoa, dizendo: "que você viva para sempre e nunca morra". De acordo com este midrash, Sera acabou por ser autorizada a entrar viva no céu, algo conseguido apenas por Enoque e Elias. Moisés dirigiu-se a Sera quando ele quis saber onde os restos mortais de José deveriam ser enterrados. De acordo com o Midrash, Sera era "a mulher sábia", que causou a morte de Seba, filho de Bicri. De acordo com outra lenda ela viveu até que a tribo de Aser fosse exilada por Salmanaser V, foi com eles para o exílio e morreu ali, com quase 1000 anos de idade. Segundo a lenda, seu túmulo está localizado em Linjan, uma pequena aldeia a cerca de 30 km ao sul de Isfahan. O lugar consiste em uma pequena sinagoga e um cemitério enorme que possui, provavelmente, dois mil anos de idade.
Há também histórias sobre ela identificando Moisés como o homem que vai levar os israelitas à liberdade, e dela dizendo a Moisés como encontrar onde José foi enterrado, embora seu corpo tivesse sido colocado em um caixão de chumbo no fundo do rio Nilo quando ele morreu. Alguns consideram que ela seja a guardiã da memória coletiva de Israel.